# 坂手淳史
坂手 淳史（さかて あつし、1993年〈平成5年〉6月21日 - ）は、ジャパンラグビーリーグワン埼玉パナソニックワイルドナイツに所属するラグビー選手。

## プロフィール
- 京都府出身[1]。
- ポジションはフッカー(HO)。
- 身長 180 cm、体重 104 kg
- 日本代表キャップは43。（2024年7月13日現在）
- U20日本代表に選ばれたことがある[2]。

## 略歴
中学からラグビーを始めた。
2012年、京都成章高校卒業後、帝京大学に入学する。なお京都成章高校時代、高校日本代表に選ばれたことがある。
2015年、帝京大学ラグビー部の主将に就任し、全国大学選手権7連覇に貢献した。
2016年、パナソニック ワイルドナイツに加入。同年4月30日に行われた2016年アジアラグビーチャンピオンシップ第1戦韓国戦で途中出場で日本代表初キャップを獲得した。また同年9月10日に行われたジャパンラグビートップリーグ第3節の近鉄ライナーズ戦にて途中出場で公式戦初出場を果たす。
2017年3月にはスーパーラグビーサンウルブズの2017年スコッドに追加招集された。
2019年8月、ラグビーワールドカップ2019の日本代表に選出された。また同年、パナソニック ワイルドナイツの主将に就任した。

## 受賞歴
- 2018-19トップリーグベスト15

## テレビ
- 踊る!さんま御殿!!（2019年6月18日、日本テレビ）